# Hotel O
Hotel O (soms ook Hotel "O") is de titel van het 44e stripverhaal van De Kiekeboes. De reeks wordt getekend door striptekenaar Merho. Het album verscheen in 1988.

## Verhaal
Terwijl de rest van de familie Kiekeboe naar Rhoda trekt om er te genieten van de zon, gaat Fanny werken in Hotel O, op het Franse eilandje Île Faux le Fer. De directeur van het hotel, Osnoprodavonoblikavitch, is in alle staten wanneer de eerste bus toeristen onderweg is en zijn hotel nog niet echt helemaal afgewerkt is. Uiteindelijk komt dit in orde en krijgen de eerste gasten hun kamer, die geen nummers zijn, maar namen van schilders dragen, toegewezen. De volgende dag staat de familie Kiekeboe in het hotel om er te blijven logeren: hun vlucht naar Rhoda was immers afgelast door een staking. Maar omdat familie van het personeel niet in het hotel mag logeren, geeft Kiekeboe zich uit onder de naam Smits. Ze slapen in de Manet-kamer.
Alles loopt naar wens tot een reeks diefstallen het hotel begint te plagen. Ondertussen verwachten de heren Van Avondt en Van Acht, die logeren in de Monet-kamer, een speciale levering. Deze wordt per toeval afgeleverd in de Manet-kamer, die van Kiekeboe. Het betreft een glazen bokaal met glimmende bolletjes in, die lijken op diamanten. De familie Kiekeboe is er niet, maar wel een zwerver, die komt uitrusten in het hotel en clandestien in de Manet-kamer verblijft. Van de man die de bokaal leverde, moet de zwerver hem in de koelkast zetten. Maar 's nachts wordt de bokaal gestolen. Van Avondt, die doorheeft dat zijn levering niet correct is verlopen, neemt gewapend Kiekeboe mee naar het bedrijf Snotdolf. Daar wordt afgesproken dat ze Kiekeboe en ook de zwerver zullen aftuigen in de ruïnes van Marcus Vilanus, waar Dow Jones een concert geeft. Uiteindelijk kunnen ze door Konstantinopel en Jan (de jongen die het gemunt heeft op Fanny) worden bevrijd en worden Van Avondt en Van Acht opgesloten in de gevangenis. Ook komt aan het licht dat de dief uit het hotel barones Gamba de Calamares was en dat ook zij de bokaal had gestolen. Op het einde blijkt dat die bokaal eigenlijk viseitjes zijn van vissen zonder graat. Van Avondt, een louche zakenman, had lucht gekregen van deze uitvinding en wilde als eerste op de markt komen met deze vissensoort.